# Sezen Bełberowa
Sezen Bechczetowa Bełberowa (bg. Сезен Бехчетова Белберова; ur. 25 października 1999) – bułgarska zapaśniczka walcząca w stylu wolnym. 
Siódma na mistrzostwach Europy w 2022. Ósma w indywidualnym Pucharze Świata w 2020.
Trzecia na ME U-23 w 2019. Trzecia na MŚ i ME juniorów w 2019 roku.